# Asienspiele 2010/Tischtennis (Herrendoppel)
Die Titelträger im Tischtennis bei den Asienspielen 2010 in der chinesischen Metropole Guangzhou wurden in fünf Einzel- und zwei Mannschaftsdisziplinen ermittelt.
Folgend die Ergebnisse im Herrendoppel.

## Termine
Alle Zeitpunkte sind China-Standardzeitzone (UTC+8)
| Datum                         | Zeit  | Event         |
| ----------------------------- | ----- | ------------- |
| Dienstag, 16. November 2010   | 10:45 | 1/16          |
| Donnerstag, 18. November 2010 | 11:30 | 1/8           |
| Donnerstag, 18. November 2010 | 15:00 | Viertelfinale |
| Freitag, 19. November 2010    | 11:00 | Halbfinale    |
| Freitag, 19. November 2010    | 20:00 | Finale        |

## Setzliste
| Nr. | Paarung                      | Erreichte Runde |
| --- | ---------------------------- | --------------- |
| 01. | Wang Hao Zhang Jike          | Gold            |
| 02. | Ma Lin Xu Xin                | Silber          |
| 03. | Seiya Kishikawa Jun Mizutani | 1/16            |
| 04. | Lee Jung-woo Oh Sang-eun     | Viertelfinale   |

| Nr. | Paarung                     | Erreichte Runde |
| --- | --------------------------- | --------------- |
| 05. | Jiang Tianyi Tang Peng      | Achtelfinale    |
| 06. | Cheung Yuk Li Ching         | Viertelfinale   |
| 07. | Gao Ning Yang Zi            | Viertelfinale   |
| 08. | Jung Young-sik Kim Min-seok | Bronze          |

## Medaillenspiegel
| Platz | Land                | Gold | Silber | Bronze | Gesamt |
| ----- | ------------------- | ---- | ------ | ------ | ------ |
| 1     | Volksrepublik China | 1    | 1      | -      | 2      |
| 2     | Südkorea            | -    | -      | 1      | 1      |
| 2     | Japan               | -    | -      | 1      | 1      |

## Ergebnisse
w.o.= Sieg als Walkover

### Obere Hälfte
Gruppe 1
Gruppe 2
Gruppe 3
Gruppe 4

### Untere Hälfte
Gruppe 5
Gruppe 6
Gruppe 7
Gruppe 8

### Endrunde
|  | Halbfinalex                               | Halbfinalex                  |                     |               | Finalex                              | Finalex                              |
|  |                                           |                              |                     |               |                                      |                                      |
|  | 11:4, 11:4, 11:13, 7:11, 5:11, 11:3, 11:6 |                              |                     |               |                                      |                                      |
|  | Wang Hao Zhang Jike                       | 4                            |                     |               |                                      |                                      |
|  | Jung Young-sik Kim Min-seok               | 3                            |                     |               | 11:2, 12:10, 10:12, 9:11, 11:5, 11:3 | 11:2, 12:10, 10:12, 9:11, 11:5, 11:3 |
|  |                                           |                              | Wang Hao Zhang Jike | 4             |                                      |                                      |
|  | 6:11, 11:8, 6:11, 6:11, 5:11              | 6:11, 11:8, 6:11, 6:11, 5:11 |                     | Ma Lin Xu Xin | 2                                    |                                      |
|  | Kenta Matsudaira Kōki Niwa                | 1                            |                     |               |                                      |                                      |
|  | Ma Lin Xu Xin                             | 4                            |                     |               |                                      |                                      |
|  |                                           |                              |                     |               |                                      |                                      |